# Giro dell'Emilia 1938
Il Giro dell'Emilia 1938, venticinquesima edizione della corsa, si svolse il 4 ottobre 1938 su un percorso di 175 km con partenza e arrivo a Bologna. Riservato a indipendenti e dilettanti, fu vinto dall'italiano Corrado Ardizzoni, che completò il percorso in 5h33'25", precedendo in volata i connazionali Bianco Bianchi e Renzo Silvestri. Parteciparono alla prova 44 ciclisti.

## Percorso
Dopo il via da Bologna, sede della società organizzatrice Velo Sport Reno, si attraversarono nell'ordine Casalecchio di Reno, Zola Predosa, Vignola, Marano sul Panaro, affrontando quindi le tre salite di Pavullo nel Frignano, Sestola e Lizzano in Belvedere; da lì discesa verso Vergato, Marzabotto, Sasso Marconi e Casalecchio di Reno, con arrivo posto al Velodromo di via Pasubio a Bologna dopo 175 km di corsa.

## Ordine d'arrivo (Top 10)
| Pos. | Corridore          | Squadra        | Tempo    |
| ---- | ------------------ | -------------- | -------- |
| 1    | Corrado Ardizzoni  | U.C. Centese   | 5h33'25" |
| 2    | Bianco Bianchi     | U.C. Pistoiese | s.t.     |
| 3    | Renzo Silvestri    | U.C. Modenese  | s.t.     |
| 4    | Umberto Mariotti   | U.C. Modenese  | s.t.     |
| 5    | Antonio Bevilacqua | Ferr. Venezia  | s.t.     |
| 6    | Ettore Cappelli    | -              | s.t.     |
| 7    | Oreste Sperandio   | Ferr. Venezia  | s.t.     |
| 8    | Orazio Lambertini  | -              | s.t.     |
| 9    | Leo Negri          | -              | s.t.     |
| 10   | Guerrino Amadori   | Ferr. Ancona   | s.t.     |